# Amtsbezirk Aarberg
Der Amtsbezirk Aarberg war bis zum 31. Dezember 2009 eine Verwaltungseinheit mit Hauptort Aarberg im Schweizer Kanton Bern. Der Amtsbezirk umfasste zwölf Gemeinden und hatte 34'229 Einwohner (Stand 31. Dezember 2008) auf 152,68 km².

## Geschichte

Schloss Aarberg, Sitz des Landvogts von Aarberg, Aquatinta von Jakob Samuel Weibel (um 1825)

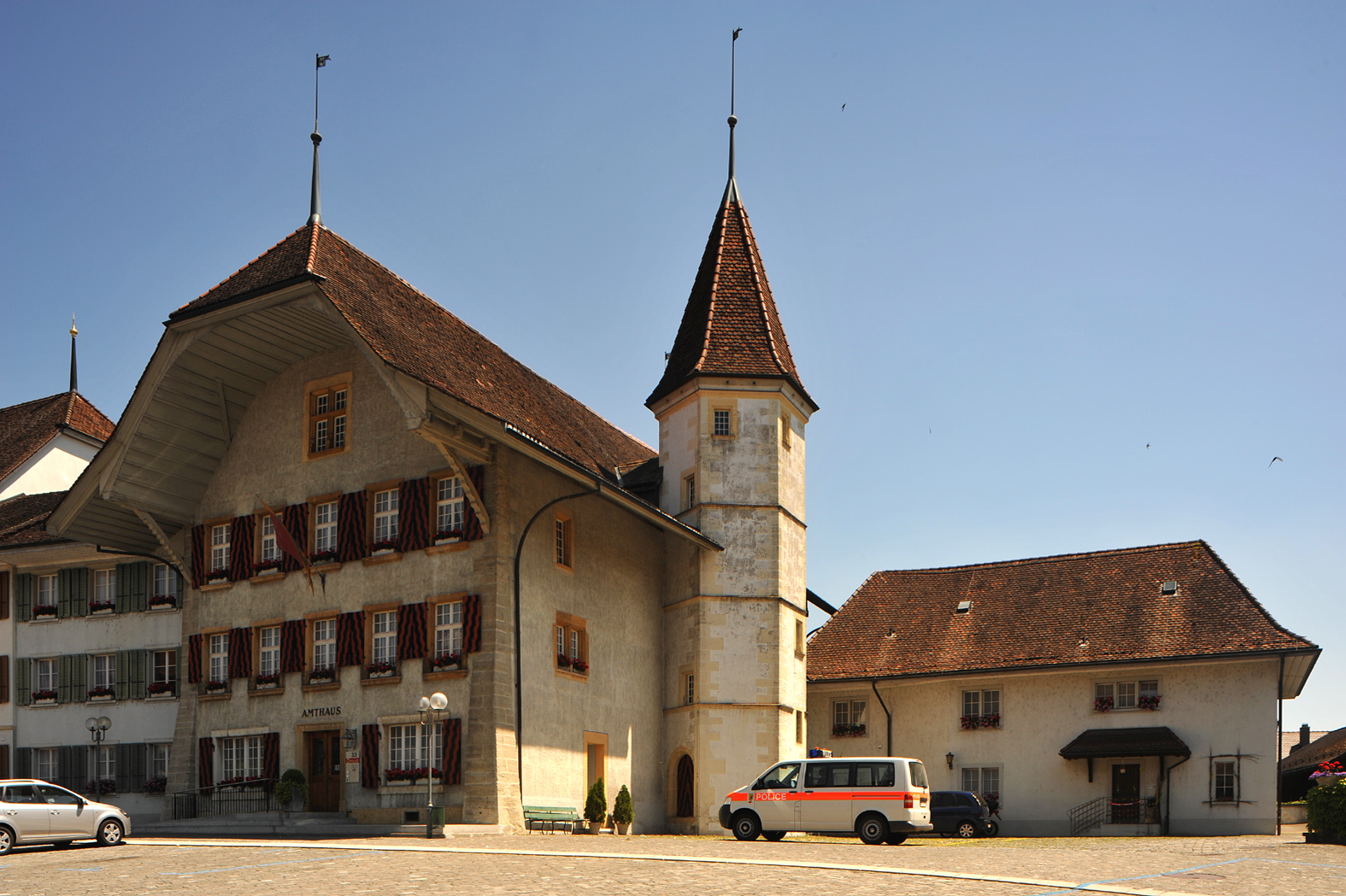
Schloss Aarberg (2010)

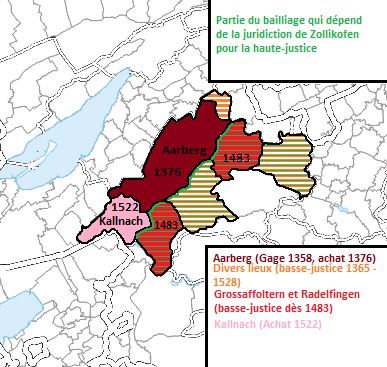
Landvogtei Aarberg

Das Amt Aarberg war ab 1358 eine Landvogtei der Stadt und Republik Bern in der Schweiz. Sie bestand aus dem Städtchen Aarberg sowie den Pfarreien Affoltern, Bargen, Kappelen, Kallnach, Lyss und Radelfingen. Graf Peter II. verpfändete «1351 seine Stadt, Schloss und Grafschaft Aarberg der Stadt Bern». Die verbliebenen Ansprüche und Pfandschaften mussten erkauft werden, 1379 von der Gräfin von Thierstein, geborenen von Nidau, und von der Gräfin von Kyburg, auch geborenen von Nidau. Da der Kauf der Vogtei aufgrund dieser Ansprüche nicht von Anfang an völlige Richtigkeit hatte, wurde die Vogtei anfänglich nicht von einem Landvogt vor Ort, sondern durch den Schultheissen von Bern verwaltet. Erst 1395 wurde ein Landvogt nach Aarberg entsandt.
Wie schon zuvor die Grafschaft Aarberg war auch die Landvogtei Aarberg ein Reichslehen des  Heiligen Römischen Reiches, mit dem König Sigismund die Stadt Bern 1414 belehnte. Nach dem Franzoseneinfall in die Schweiz im Jahr 1798 wurde die Landvogtei aufgelöst und dem helvetischen Distrikt Zollikofen zugeteilt. 1803 wurde das Territorium der ehemaligen Landvogtei aber wieder als Oberamt Aarberg autonom. Dieses erhielt im gleichen Jahr als neue Gemeinden Meikirch, Rapperswil, Schüpfen und Seedorf seinem Gebiet zugeschlagen. Ab 1831 wurde es als Amtsbezirk des Kantons Bern bezeichnet.
Per 1. Januar 2010 wurden die bernischen Amtsbezirke den Verwaltungsregionen und Verwaltungskreisen zugeordnet, waren in der Kantonsverfassung jedoch nach wie vor verankert. Im Hinblick auf den geplanten Wechsel der Gemeinde Moutier zum Kanton Jura auf den 1. Januar 2026 werden gemäss Volksabstimmung vom 22. September 2024 sämtliche Amtsbezirke des Kantons Bern Ende 2025 aufgehoben. Da die Amtsbezirke in der Praxis keine Rolle mehr spielen, ist die Änderung reine Formsache.

## Gemeinden
| Name der Gemeinde       | Einwohner (31. Dez. 2008) | Fläche in km² | Einwohner pro km² |
| ----------------------- | ------------------------- | ------------- | ----------------- |
| Aarberg                 | 3'963                     | 7,93          | 500               |
| Bargen (BE)             | 986                       | 7,86          | 125               |
| Grossaffoltern          | 2'823                     | 15,08         | 187               |
| Kallnach                | 1'513                     | 10,60         | 143               |
| Kappelen                | 1'194                     | 10,97         | 109               |
| Lyss                    | 11'423                    | 11,80         | 968               |
| Meikirch                | 2'380                     | 10,23         | 233               |
| Niederried bei Kallnach | 286                       | 4,59          | 62                |
| Radelfingen             | 1'178                     | 14,71         | 80                |
| Rapperswil              | 2'120                     | 18,20         | 116               |
| Schüpfen                | 3'374                     | 19,84         | 170               |
| Seedorf (BE)            | 2'989                     | 20,87         | 143               |
| Total (12)              | 34'229                    | 152,68        | 224               |

## Veränderungen im Gemeindebestand

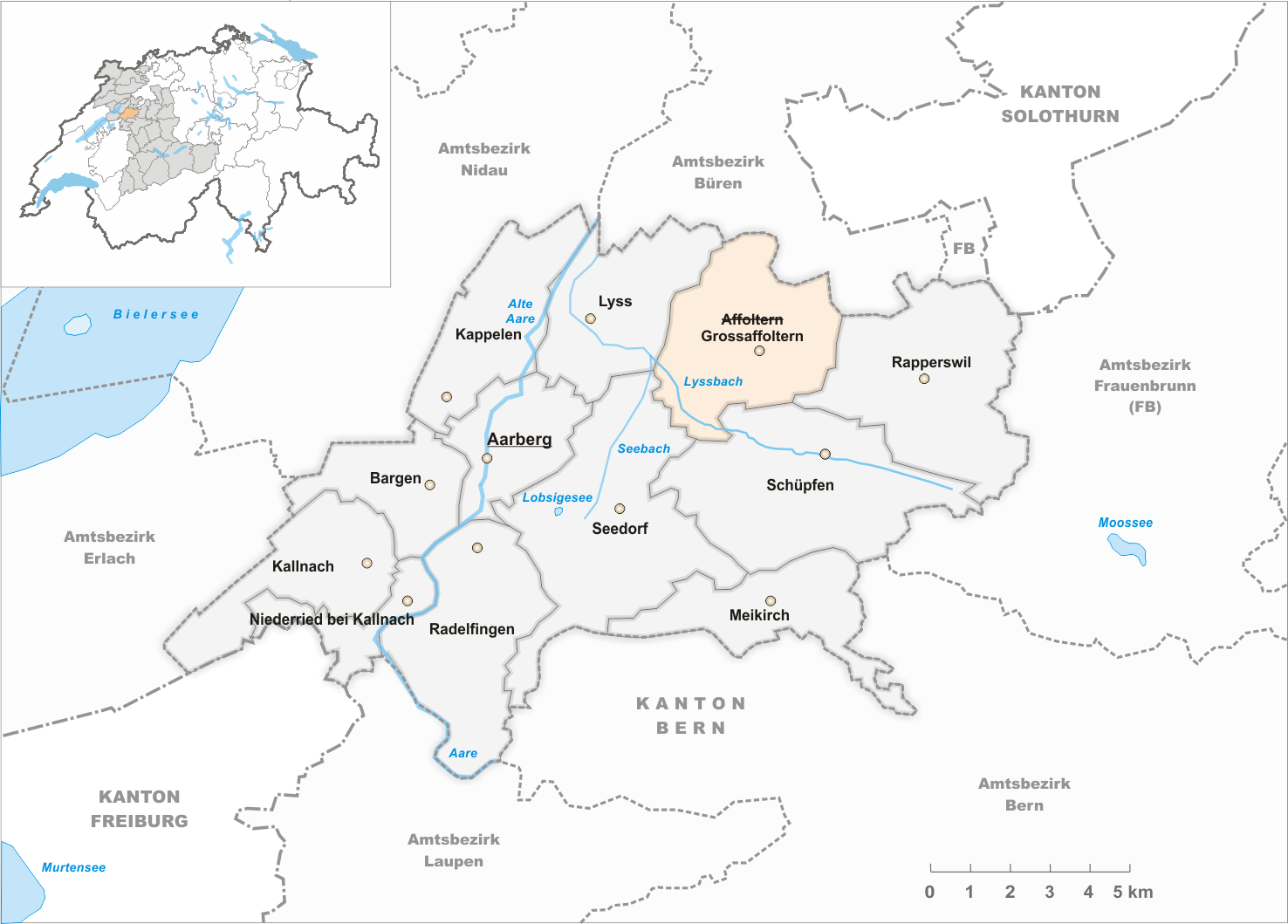
Gemeinden bis 1859
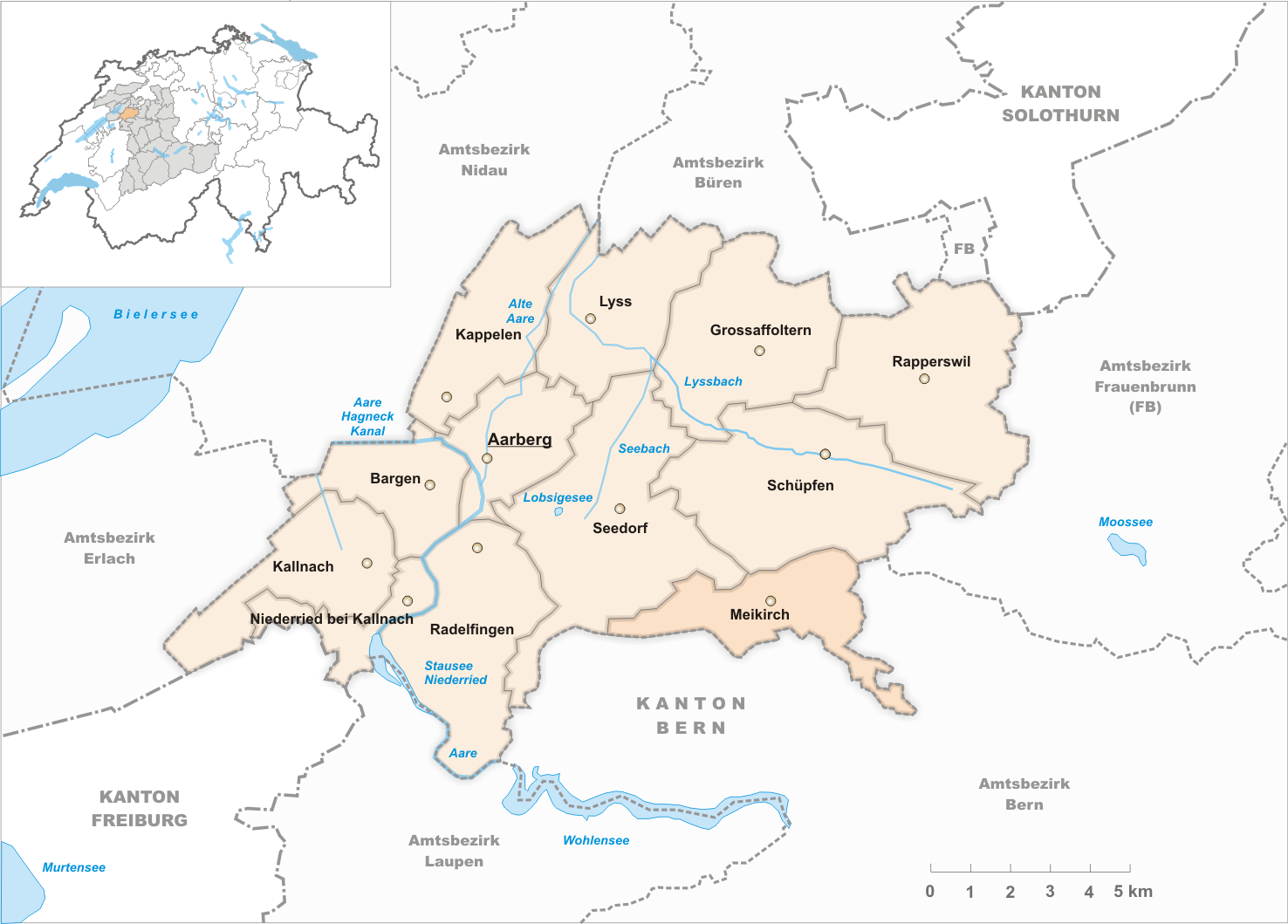
Gemeinden bis 2009

- 1860: Namensänderung von Affoltern → Grossaffoltern
- 2010: Bezirkswechsel von Meikirch vom Amtsbezirk Aarberg → Verwaltungskreis Bern-Mittelland
- 2010: Bezirkswechsel aller anderen 12 Gemeinden vom Amtsbezirk Aarberg → Verwaltungskreis Seeland